# Dicentra cucullaria
Dicentra cucullaria is een plant uit de papaverfamilie (Papaveraceae). Het is een 15-40 cm hoge, kruidachtige, vaste plant. De bladeren zijn 10-36 × 4-18 cm groot en hebben een tot 15 cm lange bladsteel. Ze zijn driedelig en bestaan uit fijngeveerde deelblaadjes. De bovengrondse delen van de plant sterven al in de zomer af. Ondergronds bevinden zich op maïskorrels lijkende knolletjes, waaruit bladeren en bloemen ontspringen. 
De plant bloeit van april tot mei. De bloemstelen zijn 12-25 cm lang. De bloemen zijn wit en 1-2 cm lang. De twee buitenste kroonblaadjes dragen een spoor aan de basis. Deze sporen doen denken aan Volendammer broekspijpen. Vandaar dat de plant in de Verenigde Staten en Canada 'Dutchman's breeches' wordt genoemd. 
De zaden worden in hun natuurlijke verspreidingsgebied verspreid door mieren in een proces dat myrmecochorie wordt genoemd. De zaden hebben een vlezig orgaan, dat een mierenbroodje wordt genoemd. Dit mierenbroodje trekt mieren aan, die het zaad vervolgens meenemen naar hun nest om het mierenbroodje op te eten. Het zaad blijft in het nest waar het profiteert van een vruchtbaardere bodem.
Dicentra cucullaria komt van nature voor in Noord-Amerika. De soort komt voor in het oostelijke gedeelte van het continent, van Nova Scotia en zuidelijk Quebec tot in het westen in oostelijk North Dakota en in het zuiden tot noordelijk Georgia en oostelijk Oklahoma. Ook komt er een afgescheiden populatie voor in Idaho, Oregon en Washington. De plant komt er voor in vochtige bossen in de schaduw.
In België en Nederland wordt de plant door gespecialiseerde kwekers aangeboden en is de soort niet algemeen verkrijgbaar.